# Psychotria adafoana
Psychotria adafoana är en måreväxtart som beskrevs av Karl Moritz Schumann. Psychotria adafoana ingår i släktet Psychotria och familjen måreväxter. Inga underarter finns listade i Catalogue of Life.